# Сен Лен Лорантид (Квебек)
Сен Лен Лорантид (фр. Saint-Lin--Laurentides) је град у Канади у покрајини Квебек. Према резултатима пописа 2011. у граду је живело 17.463 становника.

## Становништво
Према резултатима пописа становништва из 2011. у граду је живело 17.463 становника, што је за 23,3% више у односу на попис из 2006. када је регистровано 14.159 житеља.
| 2006.  | 2011.  |
| ------ | ------ |
| 14.159 | 17.463 |